# Wembley (Alberta)
Wembley è un comune (town) del Canada, situato nella regione settentrionale dell'Alberta.